# Округ Осејџ (Канзас)
Округ Осејџ (енгл. Osage County) је округ у америчкој савезној држави Канзас. По попису из 2010. године број становника је 16.295. Седиште округа је град Линдон.

## Демографија
Према попису становништва из 2010. у округу је живело 16.295 становника, што је 417 (2,5%) становника мање него 2000. године.
| Група             | 2000.          | 2010.          |
| Белци             | 16.109 (96,4%) | 15.560 (95,5%) |
| Афроамериканци    | 36 (0,2%)      | 48 (0,3%)      |
| Азијати           | 28 (0,2%)      | 37 (0,2%)      |
| Хиспаноамериканци | 255 (1,5%)     | 330 (2,0%)     |
| Укупно            | 16.712         | 16.295         |